# Neobisium leruthi
Espèce
Neobisium leruthi est une espèce de pseudoscorpions de la famille des Neobisiidae.

## Distribution
Cette espèce est endémique de Roumanie. Elle se rencontre dans les grottes Peștera-aven ghețarul de sub Zgurăști, Coiba mare delà Casa de Peatrà et Pesterea Tàrtàroaei.

## Description
Neobisium leruthi mesure de 3,5 à 4,5 mm.

## Étymologie
Cette espèce est nommée en l'honneur de Robert Leruth.

## Publication originale
- Beier, 1939 : Pseudoscorpionidea de Roumanie. Bulletin du Musée Royal d'Histoire Naturelle de Belgique, vol. 15, p. 1-21 (texte intégral).